# Racasta rhodosticta
Racasta rhodosticta là một loài bướm đêm trong họ Geometridae.